# 亀海昌次
亀海 昌次（かめがい しょうじ、1940年2月20日 - 2007年1月29日）は、北海道出身のアートディレクター、装幀家、作家。

## 略歴
御茶の水美術学院で学びながら、百貨店の宣伝部にデザイナーとして勤務。
1969年、エディトリアル・グラフィックデザイン専門のオフィスを設立した。
数多くの雑誌のADや単行本の装幀を3500冊以上手がけた。特に、森瑤子の著作の装幀は50冊以上。
1993年には、講談社出版文化賞（ブックデザイン賞）を受賞した。
2007年1月29日午前9時52分、東京都内の病院で死去した。享年66。

## 著書

### 単著
- 『テニスコートの風に吹かれて』潮出版社、1982年11月。
- 『染色体』情報センター出版局、1985年1月。

### 共著
- 『もう1度、ホクラホマミクサを踊ろう』（森瑤子との共著）主婦の友社、1986年6月。
- 『六本木サイド・バイ・サイド』（森瑤子との共著）主婦の友社、1988年5月。
- 『おいしいパスタ』（森瑤子との共著）PHP研究所、1991年5月。

など。